# Potentilla pensylvanica
Potentilla pensylvanica es una especie de planta herbácea perteneciente a la familia Rosaceae.

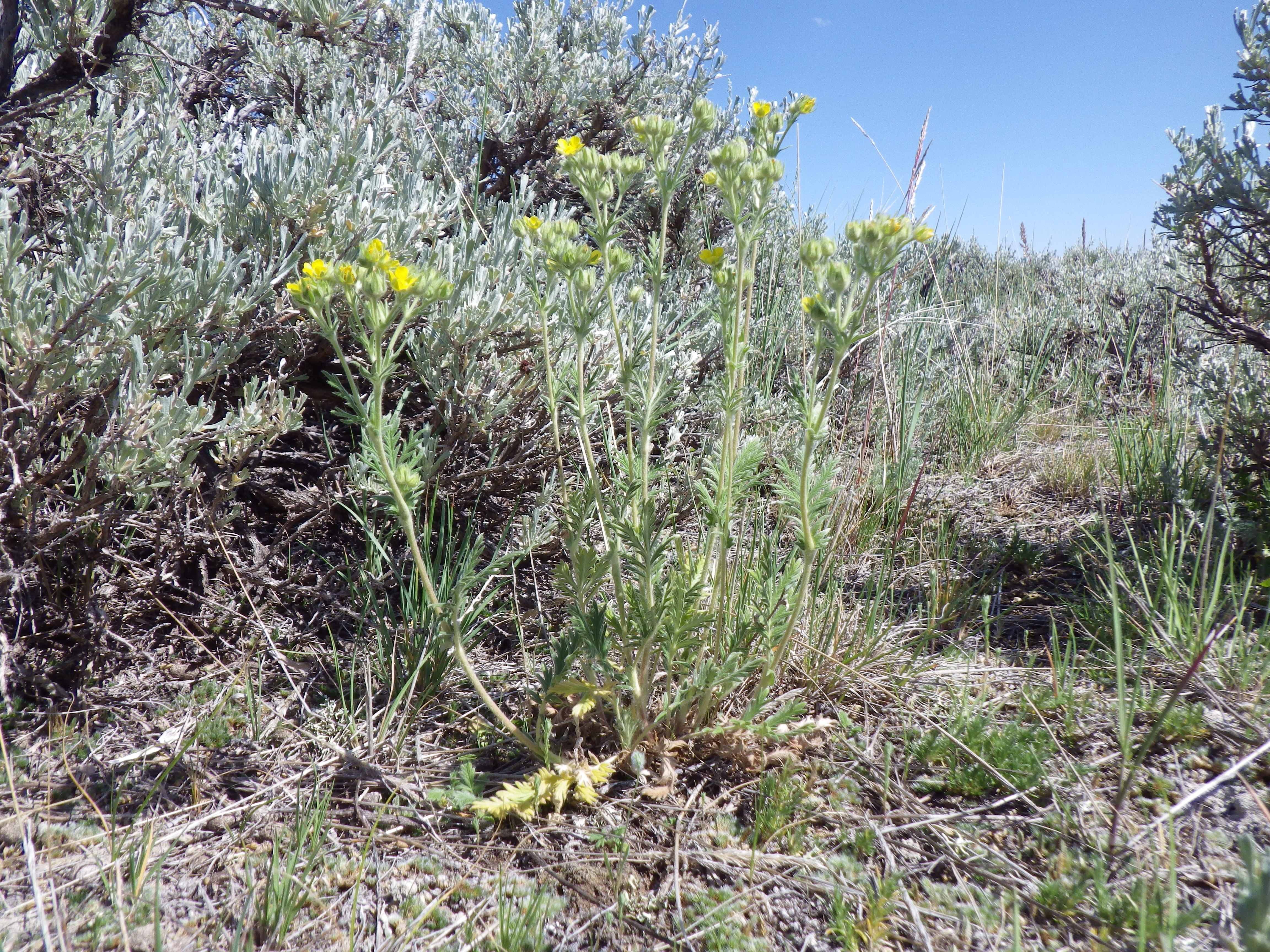
Vista de la planta

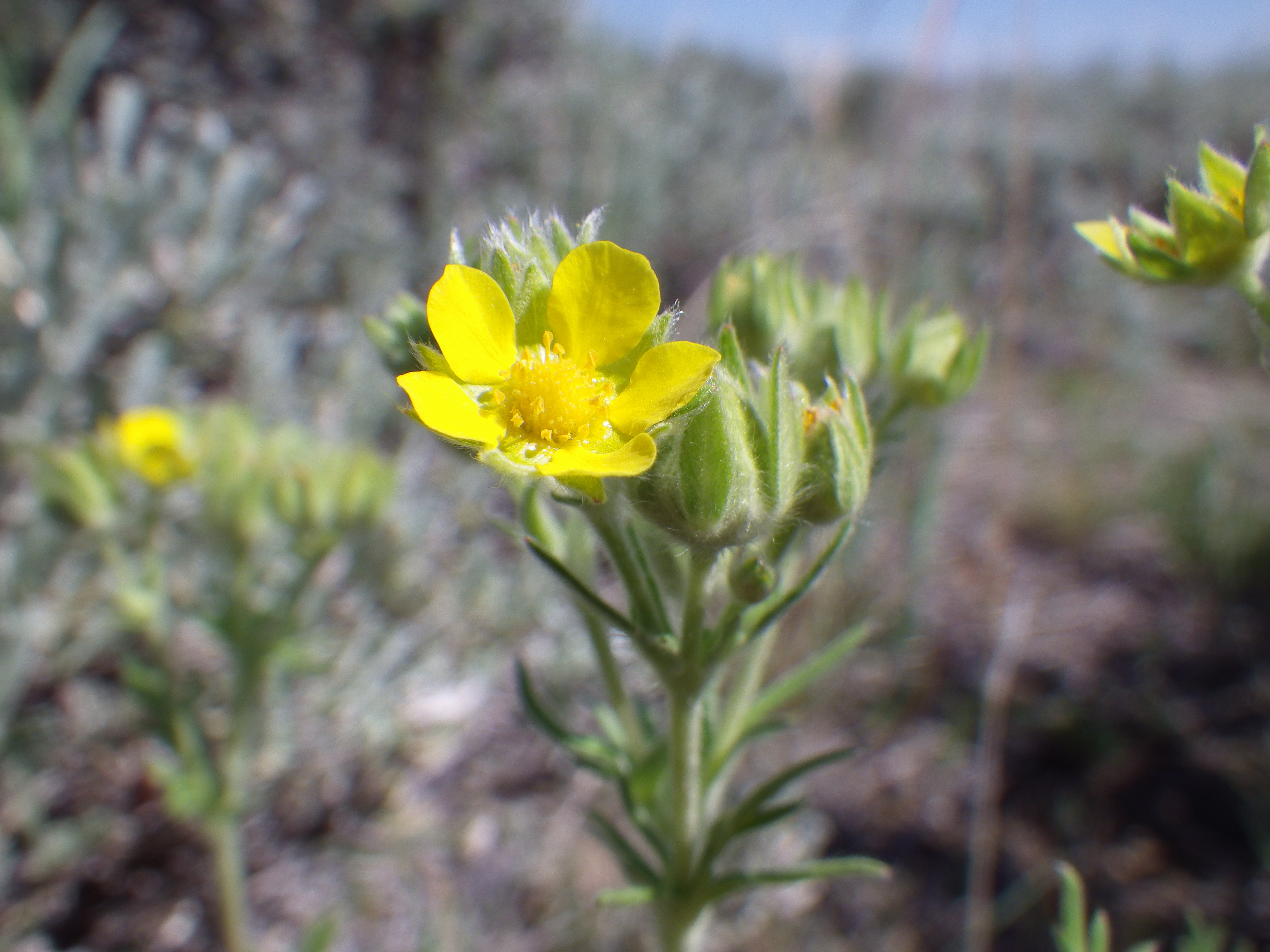
Planta con flor

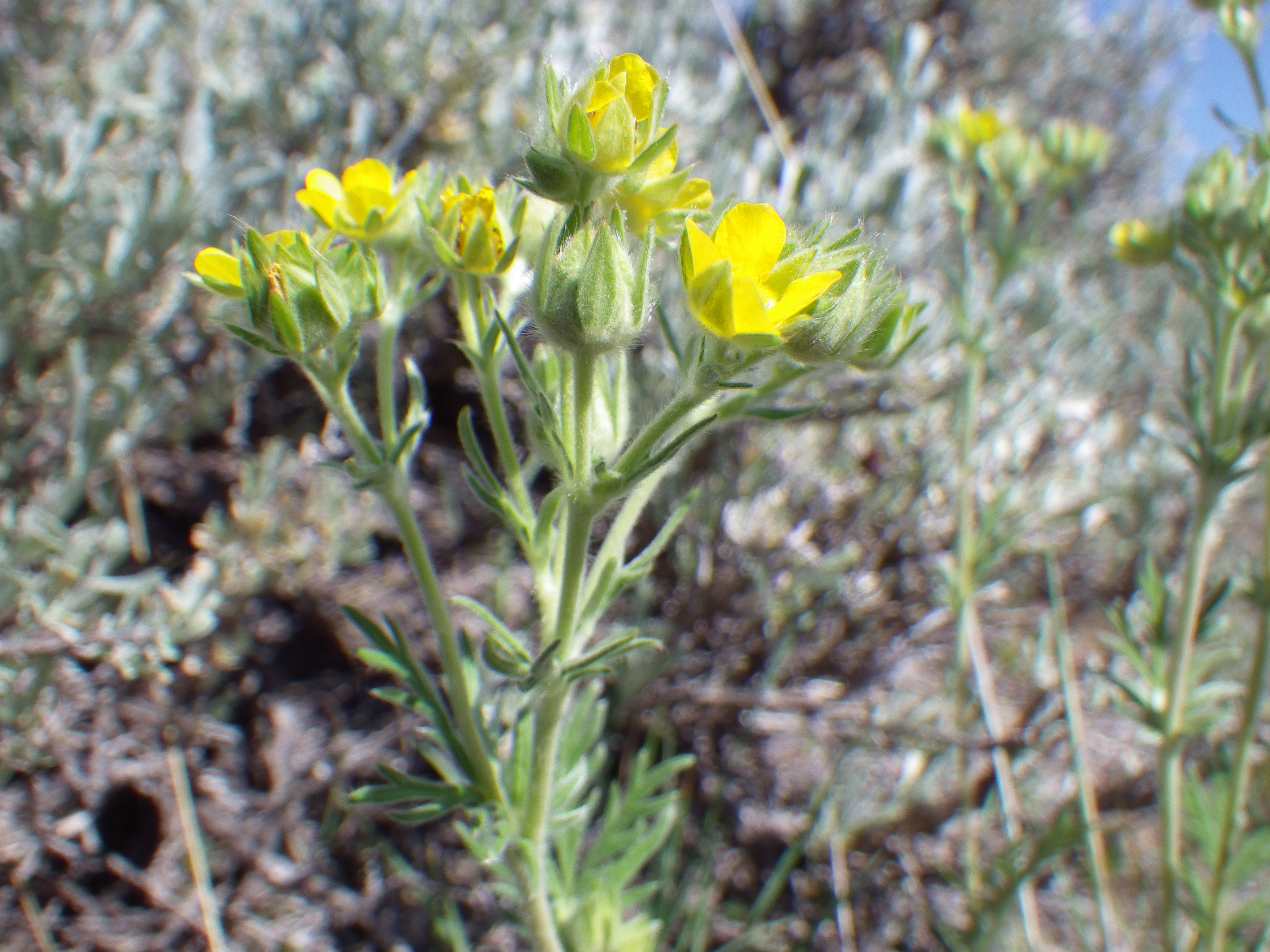
Flores

## Descripción
Planta de tallos robustos, de 40-90 cm, erectos, grisáceos, pelosos; hojas grandes, vede oscuro, casi sin pelos por arriba y claro y muy pelosas por debajo, divididas hasta el nervio central, generando 5-11 segementso opuestos, alargados y profundamente dentados. Las flores de primavera hasta el otoño, que se abren paulitanamente, forman grupos numerosos; tienen 5 pétalos amarillos que duran poco, de unos 5 mm, de igual tamaño que los verdes sépalos del cáliz.

## Distribución y hábitat
Originaria de Estados Unidos y Canadá, crece también en la península ibérica. Vive en taludes, cunetas o zonas arenosas.

## Taxonomía
Potentilla pensylvanica fue descrita por Carlos Linneo y publicado en Mantissa Plantarum 1: 76. 1767.
Etimología
Potentílla: nombre genérico que deriva del latín postclásico potentilla, -ae de potens, -entis, potente, poderoso, que tiene poder; latín -illa, -illae, sufijo de diminutivo–. Alude a las poderosas presuntas propiedades tónicas y astringentes de esta planta. 
pensylvanica: epíteto geográfico que alude a su localización en Pensilvania.
Variedad aceptada
- Potentilla pensylvanica var. litoralis (Rydb.) B.Boivin

Sinonimia
- Potentilla absinthifolia Douglas ex Lehm.
- Potentilla agrimonioides subsp. oreodoxa (Soj k) Soj k
- Potentilla arachnoidea Douglas ex Lehm.
- Potentilla atrovirens Rydb.	Synonym	H
- Potentilla bipinnatifida var. glabrata (Hook.f.) Kohli & Packer
- Potentilla hispanica var. nivea Andr.
- Potentilla hispanica subsp. oreodoxa (Soj k) Soj k
- Potentilla hispida Willd.
- Potentilla nudicaulis Kurbatski
- Potentilla oreodoxa Soj k
- Potentilla paucijuga Rydb.
- Potentilla pectinata Fisch. ex Lehm.
- Potentilla platyloba (Rydb.) Rydb.
- Potentilla pseudosericea auct.
- Potentilla pubescens Moench
- Potentilla sanguisorbifolia Favre ex Zimmeter
- Potentilla sibirica Patrin ex Th.Wolf
- Potentilla strigosa (Pall. ex Pursh) Tratt.
- Potentilla strigosa auct. ross.
- Potentilla strigosa Juz.[3]